# Haminoea hydatis
Haminoea hydatis é uma espécie de molusco pertencente à família Haminoeidae.

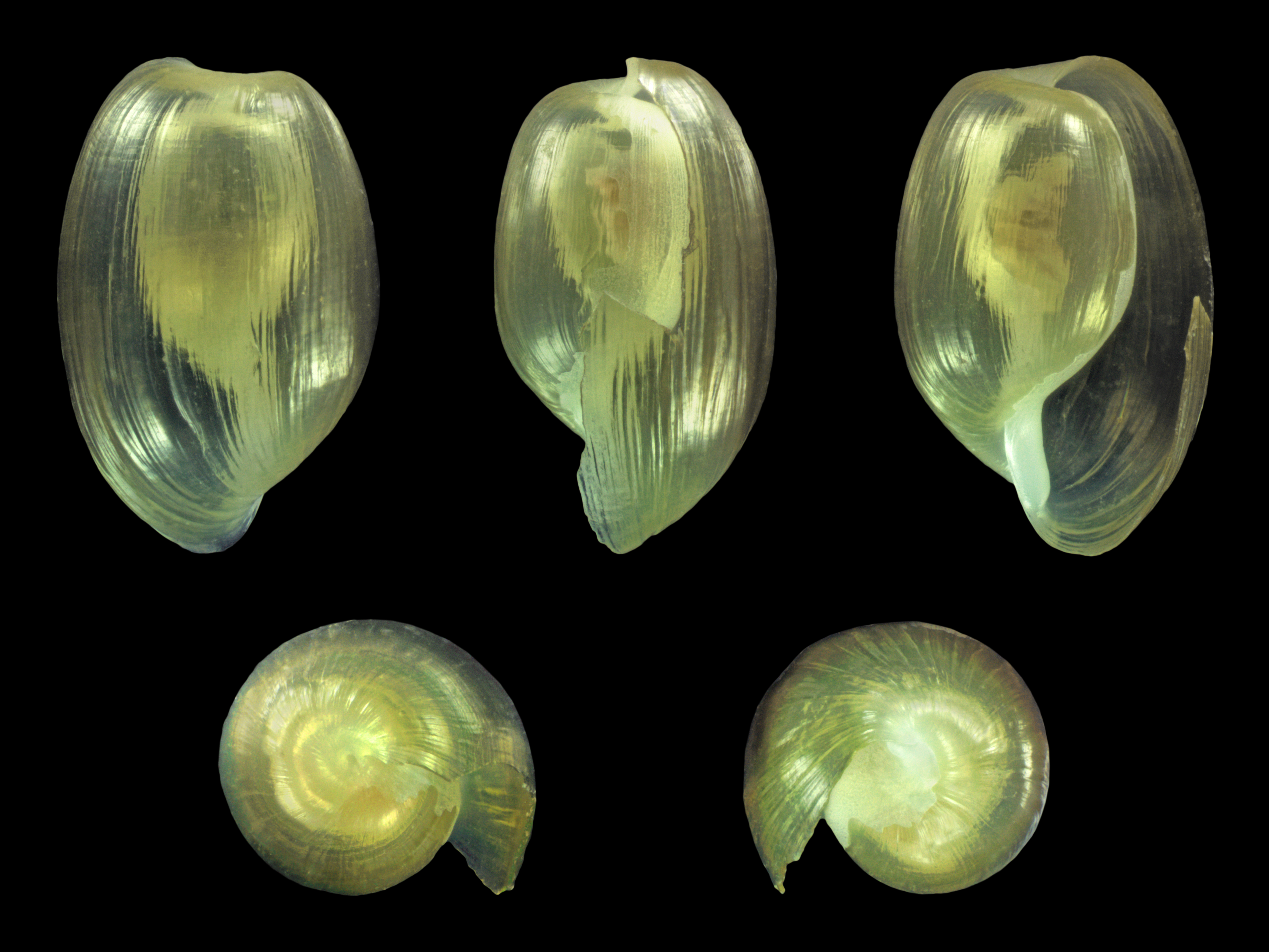
Haminoea hydatis cymoelia

A autoridade científica da espécie é Linnaeus, tendo sido descrita no ano de 1758.
Trata-se de uma espécie presente no território português, incluindo a zona económica exclusiva.